# Marguerite Brouhon
Marguerite Brouhon, née le 17 juin 1922 à Virton (province de Luxembourg) et morte le 17 avril 2004 dans la même ville, est une poétesse, dessinatrice, illustratrice et peintre belge.

## Biographie
Marguerite Brouhon naît le 17 juin 1922 à Virton,.
Son enfance se déroule dans un milieu artistique : sa famille est liée au peintre Nestor Outer et son père, professeur de français, a écrit quelques poèmes. En 1939, elle commence à Bruxelles des études d'arts décoratifs, vite interrompues. Pendant la Seconde Guerre mondiale elle peint ses premières toiles. En 1949, elle intègre le service artistique du journal Le Soir, sous la direction de son ami Paul Caso, et elle collabore à Le Soir-Jeunesse. Pour ce supplément hebdomadaire, elle anime Les Mémoires d'une bicyclette sur un scénario du journaliste et écrivain Marcel Vermeulen en 1950. Puis, sporadiquement elle publie plusieurs séries dont l'adaptation en bande dessinée d'Ali Baba et les Quarante Voleurs. Plus tard, elle joue au théâtre dans la troupe du Rideau de Bruxelles dirigée par Claude Étienne. En 1957, elle s’installe en France, à Verneuil-Grand mais revient deux ans plus tard à Virton où elle produit parallèlement peinture et poésie.
En 1993, elle publie Pain de coucou, un recueil de poèmes.
En 2002, Joseph Michel romance sa vie dans Magasin aux aventures, ouvrage publié aux éditions 47,.
Selon Frédéric Renauld : « Elle aimait tellement les chats qu’elle les représentait régulièrement dans ses tableaux, sa signature se terminait avec un petit dessin de chat,. »
Elle meurt le 17 avril 2004 à Virton, à l'âge de 81 ans. Fernand Tomasi sculpta son sarcophage en guise de monument funéraire au cimetière de Virton.

### Vie privée
En  1961, elle épouse Francis Meurant.

## Œuvre

### Œuvre littéraire
Les poèmes qu'elle a écrits, ainsi que ses carnets intimes, sont l'objet d'un contentieux, le musée gaumais de Virton en revendique la propriété intellectuelle.
- Châteaux de cartes[1], poèmes, Virton, La Dryade, 1959.
- Défense de courir[1], poèmes, chez l’auteur, rue de l’Abreuvoir, 1961.
- Le Cercle de feu[1], poèmes, idem, 1966.
- Errata[1], poèmes, idem, 1977.
- Pain de coucou, Virton, Imprimerie Michel Frères, 1993ce recueil comprend également, repris dans l’ordre inverse de leur publication, les quatre précédentes publications de Marguerite Brouhon.
- Anne Richter et Marguerite Brouhon (ill.), La Fourmi a fait le coup, Bruxelles, Éditions Samsa, 2021 (ISBN 9782875933645)

### Expositions
À l'occasion du centenaire de sa naissance, une exposition rétrospective de ses œuvres a lieu à la fin de 2022 à Virton, au musée gaumais,,,,.

### Collections publiques
- Sept tableaux sont détenus par l'Administration des Beaux-Arts du Ministère de la culture[16].

#### Livres
- Didier Culot (sous la direction de): Marguerite Brouhon, Un voyage onirique (biographie, analyses de l'œuvre peint et écrit, témoignages), Musée gaumais, Virton, 2022, 2 vol.
- Joseph Michel: Le Magasin aux aventures (biographie romancée de Marguerite Brouhon), Virton, 1998.

#### Articles
- Georges Jacquemin, « Dossiers L - Marguerite Brouhon », Service du Livre Luxembourgeois, Province de Luxembourg,‎ 1996 (lire en ligne [PDF], consulté le 13 mars 2024).

### Podcast
- Une exposition rétrospective de l'œuvre de Marguerite Brouhon au Musée Gaumais émission du 4 novembre 2022 sur TV Lux (3 min 23 s).